# 柴田理恵のいどばた総研
柴田理恵のいどばた総研（しばたりえのいどばたそうけん）は、かつてニッポン放送などで放送していたラジオ番組である。パーソナリティは女優・タレントの柴田理恵。2005年10月4日に放送を開始し、2006年3月に放送を終了した。am/pmの一社提供。録音放送。

## 概要
- 柴田理恵を所長として、井戸端会議のような感覚で身のまわりの話題を取り上げ、研究員の勝栄（WAHAHA本舗所属）とともに研究していく。
- 取り上げる話題の中心は“食”。家庭のオリジナルレシピや、おふくろの味、とっておきのスペシャルメニュー、そしてキレイになる料理など、“食”にまつわることを取り上げる。
- 2005年12月には、番組推薦・プロデュースの弁当を番組スポンサーのam/pmで発売された。
- 2006年の春の番組改編時に、放送を終了した。後番組は、プロ野球中継の「ショウアップナイター」。

## 放送時間
- 毎週火曜日　20:30 - 20:50（茨城放送、栃木放送、ラジオ沖縄にも同時ネット）